# Mackinaw City
Mackinaw City – wieś w Stanach Zjednoczonych, w stanie Michigan, w hrabstwie Cheboygan.